# Isla Councillor
La isla Councillor (en inglés: Councillor Island) está ubicada sobre el estrecho de Bass, al este de la isla King, en Tasmania, Australia.

## Reserva natural
Las 11 ha de la isla conforman una reserva natural, en la que abunda el yunco común (Pelecanoides urinatrix) y el pato-petrel piquicorto (Pachyptila turtur).

## Flora y fauna
La caza de especies amenazadas, tales como el (Thinornis rubricollis), el charrancito australiano (Sterna nereis) y el periquito ventrinaranja (Neophema chrysogaster) están prohibidas en todas las islas del grupo,

## Faro
El faro de la isla Councillor fue construido en 1974. Funciona de manera automática y sin personal permanente. Está ubicado en la parte sur de la isla, sobre un promontorio y emite una luz blanca cada 5 segundos.